# Yoshida Shun
Yoshida Shun (sinh ngày 28 tháng 11 năm 1996) là một cầu thủ bóng đá người Nhật Bản.

## Sự nghiệp câu lạc bộ
Yoshida Shun hiện đang chơi cho Thespakusatsu Gunma.